# Halīl Rūd
Halīl Rūd (persiska: هلیل رود) är en ort i Iran.   Den ligger i provinsen Kerman, i den sydöstra delen av landet, 900 km sydost om huvudstaden Teheran. Halīl Rūd ligger 1 789 meter över havet och antalet invånare är 238.
Terrängen runt Halīl Rūd är varierad. Halīl Rūd ligger nere i en dal.Runt Halīl Rūd är det glesbefolkat, med 16 invånare per kvadratkilometer. Halīl Rūd är det största samhället i trakten. Trakten runt Halīl Rūd är ofruktbar med lite eller ingen växtlighet.